# Ivan Kramberger, ml.
Ivan Kramberger, ml., slovenski policist, prostovoljni gasilec, prostovoljec , * 19. junij 1986, Maribor.

## Življenjepis
Ivan Kramberger mlajši se je rodil 19. junija 1986 v Mariboru materi Marjeti in očetu Ivanu Krambergerju, politiku. Osnovno šolo je obiskoval v Negovi. Po končani osnovni šoli se je vpisal na srednjo elektro-računalniško šolo v Mariboru. Kasneje je na Višji strokovni šoli v Velenju pridobil poklic inženir informatike, prav tako je s študijem na Fakulteti za državne in evropske študije pridobil strokovni naziv diplomant javne uprave. Trenutno zaključuje podiplomski študij s področja mednarodnih in diplomatskih študij na Fakulteti za državne in evropske študije Nove univerze. Bil je član Senata Nove univerze ter Fakultete za državne in evropske študije, prav tako pa tudi predsednik Študentskega sveta Fakultete za državne in evropske študije Nove univerze.  
V obdobju med letoma 2009 in 2018 je bil zaposlen v slovenski Policiji, trenutno pa je zaposlen kot vodja varovanja in požarne zaščite v podjetju Magna Steyr Slovenija. Kot prostovoljec je dejaven na področju civilne zaščite in reševanja ter sociale. V letu 2016 mu je bil zaupan mandat predsednika Združenja policistov Slovenije. V obdobju 2011-2019 je bil član Etične komisije organiziranega prostovoljstva.

## Priznanja
S strani predsednika Republike Slovenije je v letu 2014 prejel državno priznanje s področja prostovoljstva  Državni svet mu je konec leta 2014 podelil priznanje za izjemne dosežke na področju prostovoljstva. Mladinski svet Slovenije mu je v letu 2014 podelil naziv naj prostovoljec, dobil pa je tudi posebno priznanje v natečaju »Naj prostovoljec, zaposlen v javni upravi«. Po mnenju poslušalcev Vala 202 je postal ime tedna in ime meseca junija 2014, poslušalci Murskega vala in bralci časopisa Vestnik pa so Krambergerja ml. izbrali za Pomurca meseca junija 2014. Občina Gornja Radgona mu je v letu 2014 podelila bronasti grb občine. Poslušalci radia Maribor so mu na silvestrovo leta 2014 podelil podkev sreče za izjemen doprinos k prostovoljnemu delu in skrbi za pomoči potrebne.